# Balkanforbundet
Balkanforbundet var en militær alliance, som blev dannet i 1912 af Kongeriget Serbien, Kongeriget Bulgarien, Kongeriget Grækenland og Kongeriget Montenegro. Den var rettet mod det Osmanniske riges tilbageværende territorier på Balkan. Forbundet gik sejrende ud af 1. Balkankrig i slutningen af maj 1913 og opløstes efter krigen.

## Historie

### Baggrund
I løbet af 1800-tallet havde det Osmanniske rige gradvis mistet indflydelse i Østeuropa og også mistet territorier, ikke blot til det Russiske kejserrige som vandt flere militære sejre over tyrkerne, men tillige i form af nye selvstændige statsdannelser under russisk beskyttelse. Det var disse nye stater, som i begyndelsen af 1900-tallet så muligheder for at gøre nye landvindinger efter, at det allerede svækkede Osmanniske rige led signifikante nederlag både under Bosnienkrisen i 1908 og den italiensk-tyrkiske krig 1911-1912. Ungtyrkernes revolution i 1908 havde ydermere lamslået Tyrkiet internt, og flere år der efter var riget fortsat optaget med virkningerne af magtovertagelsen og reformerne.
Oprør mod det tyrkiske styre i Albanien og Makedonien gav ophav til, at forbundets vigtigste medlemsstater, Bulgarien og Serbien, begyndte at blive urolige for at fortabe muligheden for at gøre ønskede landvindingar, hvis de ikke reagerede i tide. Presset blev understreget af den nationalistiske krigsiver, som rådede i de to lande.

## Stormagternes vurderinger
- Rusland så Balkanforbundet som et redskab til at samle allierede i en mulig fremtidig krig mod Østrig-Ungarn.[3]
- Frankrig var, sin alliance med Rusland til trods, klart negativt indstillet over for Balkanforbundet, da man ikke ville risikere at blive inddraget i en større krig med Tyskland.
- For Storbritannien var officielt det Osmanniske riges territorielle integritet vigtigst men i hemmelighed støttede man græskt deltagelse for at modvirke voksende russisk indflydelse i regionen.
- Østrig-Ungarn modsatte sig alle forsøg fra fremmede magters side på at vinda indflydelse på Balkan, som man så som sin egen eksklusive interessesfære. Især den fremtrædende serbiska deltagelse så man som meget fjendtlig.
- Kejserriget Tyskland var officielt venligt indstillet over for det Osmanniske rige, men i hemmelighed støttede man bulgarsk deltagelse for at vinde landet over på centralmagternes side.